# Hajdes storhage

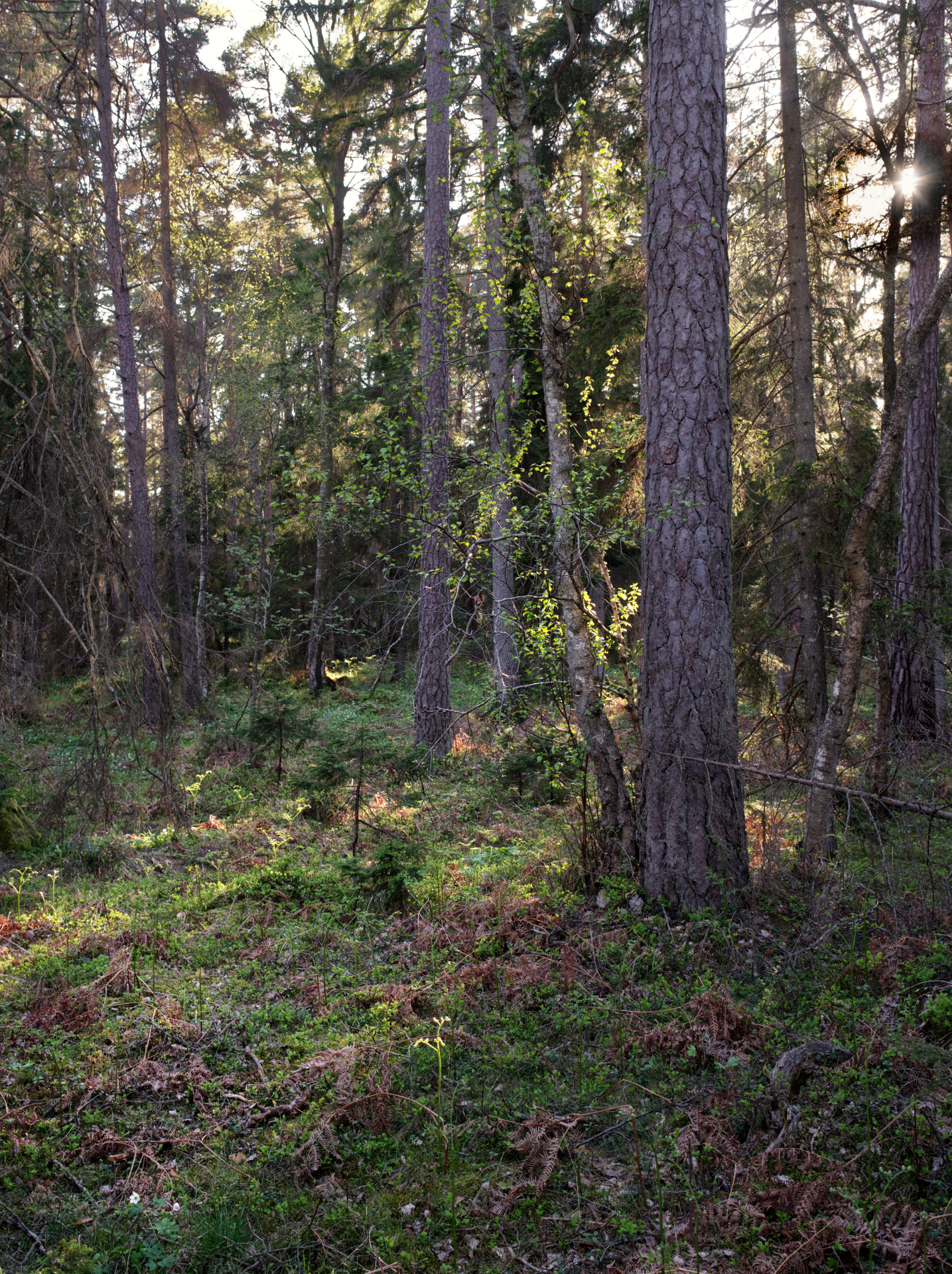

Hajdes storhage är ett naturreservat i Fröjels socken i Region Gotland på Gotland.
Området är naturskyddat sedan 1991 och är 198 hektar stort. Reservatet består av en gammal barrskog. 